# Pretty Ink
Pretty Ink var et dansk forlag, som blev startet i 2003 af journalist Mette Holbæk.
Forlaget specialiserede sig i bøger målrettet mod et kvindeligt publikum og skabte sig på rekordtid en position på det danske bogmarked. Blandt de første forfattere var bl.a Anna Thygesen, Sissel-Jo Gazan, Anette Ellegaard, Mette-Marie Davidsen m.fl.
I 2007 blev forlaget opkøbt af Gyldendal.